# Procryptocerus striatus
Procryptocerus striatus är en myrart som först beskrevs av Smith 1860.  Procryptocerus striatus ingår i släktet Procryptocerus och familjen myror. Inga underarter finns listade i Catalogue of Life.